# Камъка (Оряхово)
Камъка е съвременното название на средновековна и османска крепост, изградена през IX век като част от дунавската укрепителна система на Първата българска държава. Обектът се намира на римския Път от Сингидуним до Константинопол по брега на Дунава, но липсват материални или писмени свидетелства да е съществувал преди IX век.

## Местоположение
Намира се на 1240 m северозападно по права линия от центъра на Оряхово в местността Камъка на най-високата точка на дунавския бряг. До нея се достига откъм югоизток.

## Археология
Днес са разкрити разрушена квадратна двуетажна кула с височина 9 метра, част от укрепителен зид с потерна и страници на вход на укреплението. При археологическото проучване на крепостта са установени два строителни периода - IX-XI век и XII-XIV век.
През XI век крепостта попада под византийска власт, а в края на XII век върху първото се изгражда ново укрепление. През периода на Второто българско царство укреплението Рахово е опожарявано и отново възстановявано. В укрепеното пространство е локализирано жилището на местни феодали или военачалник. Открито е огнище с много фрагменти от битови предмети, покрай северния крепостен зид е разкрита стопанска постройка с големи количества горели зърнени храни.

## Фортификация
Първото укрепление е включвало вал с ров и каменна цитадела. От изток и запад то е защитено от дълбоки долове, а от север със стръмен бряг, който се спуска терасовидно към река Дунав. Крепостната стена е зидана от грубо обработени камъни, споени с бял хоросан и редова зидария. Дебелината на стената достига 1.5 m. Новата крепост има трапецовидна форма и заема 760 кв.м. Към нея принадлежат разкритите част от крепостен зид на източната страна, част от крепостен зид на северозападната страна и почти квадратната кула на източната страна към югоизточния ъгъл. През втория строителен период стената вече е дебела 2 m.

## Исторически сведения
Рахово е важно дунавско пристанище на Първата българска държава, а населението се е занимава със скотовъдство, риболов и земеделие, произвеждат са керамични съдове и накити. През втората половина на XIV век крепостта и селището при нея се намират във владение на търновския цар Иван Шишман. През 1395 г. крепостта е превзета и разрушена от Баязид I заедно с близката Никополска крепост. Първи сведения за нея се откриват в унгарска грамота от 1283 г. През 1396 г. крепостта е имала двойна крепостна стена с разположени на равни разстояния кули, с неподвижен мост над големия ров. През крепостта преминават войските на два кръстоносни похода, предвождани от унгарските крале Сигизмунд (1396 г.) и Владислав III (1444 г.). Поправена през 1396 г., тя е била отново разрушена при превземането и от войските на Сигизмунд, който я обсажда пет дни и я превзема със съдействието на местното население. Половин век по-късно крепостта е завладяна и от кръстоносците на Владислав III. През 1461/1462 г. е превзета от Влад Цепеш, който оставя тук свой комендант. Упомената е в Унгарско-турския мирен договор през 1503 г. между другите крепости от „Земята на цар Шишман”. През края на XVI век тя била разрушена от Михай Витязул и повече не е възстановена, като е била изоставена в края на XVI и началото на XVII век.

## Допълнително четиво
- Кузев, А. и В. Гюзелев. Български средновековни градове и крепости. Варна, 1981
- Димитрова, Д. Археологически паметници във Врачански окръг. София, 1985